# St. Cyriakus (Habitzheim)

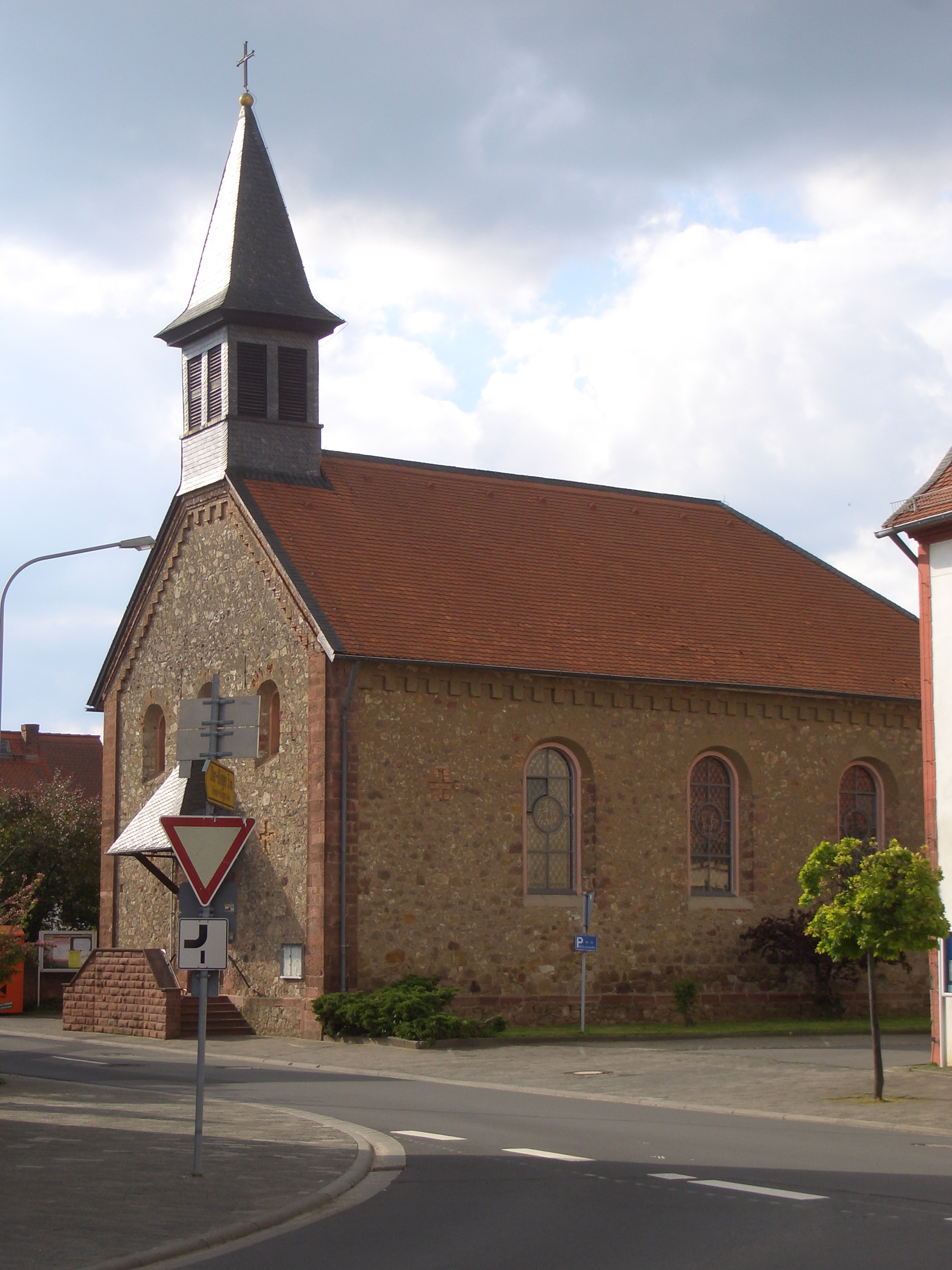
St. Cyriakus (Habitzheim)

Die römisch-katholische, denkmalgeschützte Kirche St. Cyriakus steht in Habitzheim, einem Ortsteil der Gemeinde Otzberg im Landkreis Darmstadt-Dieburg in Hessen. Die Pfarrei Habitzheim gehört zur Pfarrgruppe Otzberg im Bistum Mainz.
Kirchenpatron ist der Hl. Cyriakus.

## Beschreibung
Die Saalkirche im Rundbogenstil wurde 1858 gebaut. Abgesehen von den Ecksteinen und dem Fries unter der Dachtraufe bestehen die Wände des Kirchenschiffs aus Bruchsteinen. Aus dem Satteldach des Kirchenschiffs erhebt sich über dem Giebel ein quadratischer, mit einem Pyramidendach bedeckter Dachreiter, der hinter den Klangarkaden den Glockenstuhl beherbergt, in dem zwei Kirchenglocken hängen, die 1949 und 1979 gegossen wurden. Die Kirchenausstattung stammt aus der Kapelle des Gutshofs der Fürsten von Löwenstein-Wertheim. Der Hochaltar ist mit den Statuen von Johannes Nepomuk und Augustinus geschmückt. Auf dem Altarretabel ist das Abendmahl Jesu dargestellt. Die Orgel mit 6 Registern, einem Manual und einem Pedal wurde 1888 von Heinrich Bechstein gebaut.